# Leonardo López Luján

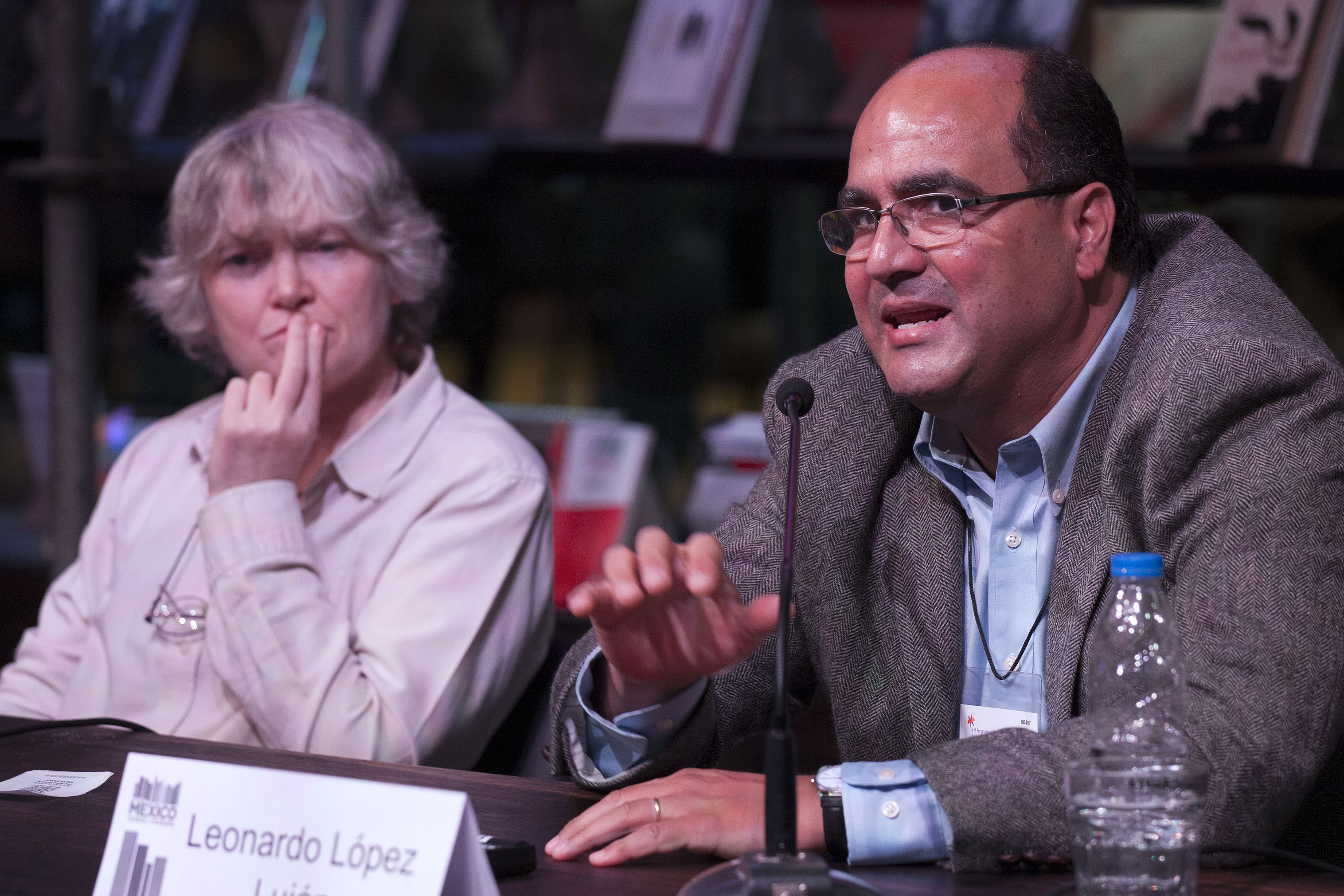
Leonardo López Luján (rechts) mit Vivian Scheinsohn auf der 41. Internationalen Buchmesse von Buenos Aires (2015)

Leonardo Náuhmitl López Luján (* 31. März 1964 in Mexiko-Stadt) ist ein mexikanischer Archäologe, der über die prähispanische Bevölkerung von Zentral-Mexiko und die Geschichte der Archäologie dieses Landes forscht.

## Leben
López Luján, Sohn des Historikers Alfredo López Austin, studierte von 1983 bis 1990 an der Escuela Nacional de Antropología e Historia in Mexiko-Stadt, von 1992 bis 1998 an der Universität Paris X-Nanterre. Seit 1991 ist er Direktor des Projekts um den Templo Mayor in Mexikos nationalem Institut der Anthropologie und Geschichte (INAH).

## Veröffentlichungen

### Bücher
- La recuperación mexica del pasado teotihuacano, Mexico 1989, ISBN 968-498-053-1.[1]
- Nómadas y sedentarios: el pasado prehispánico de Zacatecas, Mexico 1989, ISBN 968-6068-49-X.[2]
- Las ofrendas del Templo Mayor de Tenochtitlan, Mexico 1993, ISBN 968-29-4530-5[3]
- Xochicalco y Tula, mit Robert H. Cobean und Guadalupe Mastache, 1995, 1996.
- El pasado indígena, mit Alfredo López Austin, 1996, 1998, 2001, 2012, 2014.
- Mito y realidad de Zuyuá, mit Alfredo López Austin, 1999.
- Viaje al mercado de México, 2000, 2013.
- Aztèques. La collection de sculptures du Musée du quai Branly, mit Marie-France Fauvet-Berthelot, 2005.
- La Casa de las Águilas, 2 vols., 2006.
- Tenochtitlan, mit Judy Levin, 2006.
- Breaking Through Mexico’s Past, mit Davíd Carrasco und Eduardo Matos Moctezuma, 2007, 2007.
- Escultura monumental mexica, mit Eduardo Matos Moctezuma, 2009, 2012.
- Monte Sagrado/Templo Mayor: el cerro y la pirámide en la tradición religiosa mesoamericana, mit Alfredo López Austin, 2009, 2012.
- Tlaltecuhtli, 2010.
- El capitán Guillermo Dupaix y su álbum arqueológico de 1794, 2015.
- Arqueología de la arqueología: ensayos sobre los orígenes de la disciplina en México, 2017.
- Pretérito pluscuamperfecto: visiones mesoamericanas de los vestigios arqueológicos, 2019.
- Los primeros pasos de un largo trayecto: la ilustración de tema arqueológico en la Nueva España del siglo XVIII, 2019.
- El ídolo sin pies ni cabeza: la Coatlicue a finales del México virreinal, 2020.
- El pasado imaginado: arqueología y artes plásticas en México (1440-1821), 2021.
- Los muertos viven, los vivos matan: Mictlantecuhtli y el Templo Mayor de Tenochtitlan, 2021.

### Sammelbände und Kataloge
- Atlas histórico de Mesoamérica, mit Linda Manzanilla, 1989.
- Historia antigua de México, 4 vols., mit Linda Manzanilla, 1994–1995, 2000–2001, 2014.
- Camino al Mictlan, con Vida Mercado, 1997.
- La Casa de las Águilas: reconstrucción de un pasado, mit Luis Barba, 2000.
- Gli Aztechi tra passato e presente, mit Alessandro Lupo und Luisa Migliorati, 2006.
- Sacrificios de consagración en la Pirámide de la Luna, mit Saburo Sugiyama, 2006.
- Arqueología e historia del Centro de México. Homenaje a Eduardo Matos Moctezuma, mit Davíd Carrasco und Lourdes Cué, 2006.
- Moctezuma: Aztec Ruler, mit Colin McEwan, 2009, 2010.
- The Art of Urbanism: How Mesoamerican Kingdoms Represented Themselves in Architecture and Imagery, mit William L. Fash, 2009, 2012.
- El sacrificio humano en la tradición religiosa mesoamericana, mit Guilhem Olivier, 2010.
- Humo aromático para los dioses: una ofrenda de sahumadores al pie del Templo Mayor de Tenochtitlan, 2012, 2014.
- El oro en Mesoamérica, Arqueología Mexicana, 2017.
- Nuestra sangre, nuestro color: la escultura polícroma de Tenochtitlan, 2017, ISBN 978-607-484-942-4.
- Al pie del Templo Mayor de Tenochtitlan: estudios en honor de Eduardo Matos Moctezuma, mit Ximena Chávez Balderas, 2 vols., 2019.
- La arqueología ilustrada americana: la universalidad de una disciplina, mit Jorge Maier Allende, 2021.
- Eduardo Matos Moctezuma: ochenta años, 2021.
- Los animales y el recinto sagrado de Tenochtitlan, mit Eduardo Matos Moctezuma, 2022.
- Ancient Mexico: Maya, Aztec, and Teotihuacan. Exhibition Catalogue, mit Saburo Sugiyama und Takeshi Inomata, 2023.
- Mexica: Des dons et des dieux au Templo Mayor, mit Fabienne de Pierrebourg und Steve Bourget, 2024.

## Auszeichnungen und Mitgliedschaften
- 1985: Salvador Novo Fellowship am Colegio de México[4]
- 1991: Diario de México Medaille, CONACYT, Bester Student in Mexiko
- 1991: Eugene M. Kayden Geisteswissenschaften-Preis, University of Colorado Boulder
- 1992, 1996, 2007: Auszeichnung für den besten Artikel, Mexikanisches Komitee für Geschichtswissenschaften
- 1994: Hervorragendes akademisches Buch, Choice-Magazin
- 1998, 2016: Alfonso Caso-Preis, Instituto Nacional de Antropología e Historia
- 2000: Guggenheim-Stipendium[5]
- 2000: Sozialwissenschaft-Forschungspreis, Mexikanische Akademie der Wissenschaften
- 2005–2006: Fellow in Dumbarton Oaks, Harvard University
- 2012–2014: Senior Fellow in Dumbarton Oaks, Harvard University
- 2013: Korrespondierendes Mitglied der British Academy[6]
- 2012: Mitglied der Society of Antiquaries of London
- 2013–2014: IEA Forschungsgesellschaft, Institut d’études avancées de Paris
- 2015: Shanghai Archaeology Forum Award 2015, Chinese Academy of Social Sciences.[7]
- 2016: Medaille beim Festival del Centro Histórico de la Ciudad de México
- 2018: Mitglied der Real Academia de la Historia de Madrid
- 2019: Medaille Fray Bernardino de Sahagún, Consejo Hidalguense de la Crónica und Gobierno del Estado de Hidalgo
- 2019: Crónica Preis in der Kategorie der Kultur, La Crónica
- 2022: Mitglied der Académie des Inscriptions et Belles-Lettres
- 2022: Mitglied der American Academy of Arts and Sciences
- 2023: Antonio García Cubas-Preis, Instituto Nacional de Antropología e Historia
- 2023: Medaille 7 de Julio, Congreso Nacional de Patrimonio Mundial
- 2023: Ehrendoktorwürde in Philosophie, Universität Kopenhagen
- 2024: Mitglied der American Institute of Archaeology
- 2024: Chevalier de l’Ordre National de la Légion d’Honneur, französische Republik